# Жайворонок агульгаський
Жайворонок агульгаський (Certhilauda brevirostris) — вид горобцеподібних птахів родини жайворонкових (Alaudidae). Ендемік Південно-Африканської Республіки. Деякі дослідники вважають його підвидом криводзьобого жайворонка. Птах потенційно знаходиться під загрозою зникнення.

## Опис
Довжина тіла птаха становить 18-21 см, вага 35-48 г. Довжина дзьоба становить 2-2,2 см. Самці дещо більші і важчі за самиць і мають довший дзьоб. Верхня частина тіла сіро-коричнева або охриста, поцяткована темними плямками. Нижня частина тіла блідо-кремово-біла і також поляткована темними смужками. Над і під очима є білі смужки.

## Поширення і екологія
Агульгаський жайворонок є ендеміком Західнокапської провінції Південно-Африканської Республіки. Ареал птаха не перевищує 15000 км² і простягається від Голкового мису до Моссел-Бей. Це осілий вид птахів.
Більшу частину ареалу поширення птаха займають поля і пасовища, і лише третину — фінбош (чагарники) і кару (пустища).

## Поведінка
Це малодосліджений вид птахів. Він харчується здебільшого безхребетними і насінням. Як і більшість жайворонків, розміщує гніздо на землі. Розмножується в вересні-жовтні, пташенята покидають гніздо в жовтні-листопаді.